# Lepidostoma hoodi
Lepidostoma hoodi är en nattsländeart som beskrevs av Ross 1948. Lepidostoma hoodi ingår i släktet Lepidostoma och familjen kantrörsnattsländor. Inga underarter finns listade i Catalogue of Life.